# Торнбъри
Торнбъри (на английски: Thornbury) е град в югозападната част на област (графство) Глостършър, Югозападна Англия. Той е административен център на автономната община Южен Глостършър. Населението на града към 2001 година е 12 342 жители.
Случайно намерени през 2004 година над 11 000 римски монети, свидетелстват за присъствието на римляните в района на града. В Книгата на Страшния съд, издадена в Англия през 1086 година, се споменава за селището под името „Turneberie“. Официалният документ за обявяването на Торнбъри за град е издаден през 1252 година от Ричард де Клеър – граф на Глостър.
Сред основните забележителности са църквата „Св. Дева Мария“, чието строителство започва още през 12 век и двореца „Торнбъри“, проектиран през 1511 година по поръчка на Едуард Стафорд – трети херцог на Бъкингам.

## География
Торнбъри е разположен на 4 километра югоизточно от левия бряг на големия естуар на река Севърн, една от най-големите британски реки. На около 10 километра в южна посока, започват северните части на десетата по население урбанизирана територия във Великобритания – агломерацията на Бристъл. Областният център Глостър се намира на около 32 километра в североизточно направление.